# Nikolai Piskunov
Nikolai Semenovich Piskunov (9 de maio de 1908 — 1977) foi um matemático soviético. É conhecido por seu livro básico sobre cálculo diferencial e integral, especialmente para a educação matemática de estudantes de engenharia.
Desde 1941 trabalhou no Instituto de Matemática Steklov.

## Obras
- Cálculo Diferencial e Integral, 2 Volumes, 1982